# Městys Bílá Voda
Městys Bílá Voda är en ort i Tjeckien.   Den ligger i regionen Olomouc, i den nordöstra delen av landet, 180 km öster om huvudstaden Prag. Městys Bílá Voda ligger 307 meter över havet och antalet invånare är 302.
Terrängen runt Městys Bílá Voda är kuperad åt sydväst, men åt nordost är den platt.Runt Městys Bílá Voda är det ganska glesbefolkat, med 45 invånare per kvadratkilometer. Närmaste större samhälle är Javorník, 8,4 km sydost om Městys Bílá Voda. I omgivningarna runt Městys Bílá Voda växer i huvudsak blandskog.